# Chassalia
Chassalia est un genre de plantes appartenant à la famille des Rubiaceae.
Genre

## Liste des espèces et variétés
Selon BioLib (24 juillet 2017) :
- Chassalia angustifolia (Ridl.) A.P.Davis
- Chassalia bracteata Ridl.
- Chassalia chartacea Craib
- Chassalia curviflora (Wallich) Thwaites
- Chassalia elongata Hutch. & Dalziel
- Chassalia melanocarpa (Ridl.) A.P.Davis
- Chassalia minor Ridl.
- Chassalia propinqua Ridl.
- Chassalia ridleyi (King) A.P.Davis
- Chassalia subcoriacea (Ridl.) A.P.Davis
- Chassalia tricepa (Ridl.) A.P.Davis

Selon Catalogue of Life (24 juillet 2017) :
- Chassalia acutiflora Bremek.
- Chassalia afzelii (Hiern) K.Schum.
- Chassalia albiflora K.Krause
- Chassalia ambodirianensis Bremek.
- Chassalia androrangensis Bremek.
- Chassalia angustifolia (Ridl.) A.P.Davis
- Chassalia assimilis Bremek.
- Chassalia betamponensis Bremek.
- Chassalia betsilensis Bremek.
- Chassalia bicostata O.Lachenaud & Jongkind
- Chassalia bipindensis Sonké, Nguembou & A.P.Davis
- Chassalia blumeana Govaerts
- Chassalia bojeri Bremek.
- Chassalia bonifacei Thulin & S.Mankt.
- Chassalia boryana DC.
- Chassalia bosseri Verdc.
- Chassalia bracteata Ridl.
- Chassalia buchwaldii K.Schum.
- Chassalia capitata DC.
- Chassalia catatii Drake ex Bremek.
- Chassalia caudifolia Bremek.
- Chassalia chartacea Craib
- Chassalia christineae Thulin & S.Mankt.
- Chassalia chrysoclada (K.Schum.) O.Lachenaud
- Chassalia comorensis Bremek.
- Chassalia corallifera (A.Chev. ex De Wild.) Hepper
- Chassalia corallioides (Cordem.) Verdc.
- Chassalia coriacea Verdc.
- Chassalia coursii Bremek.
- Chassalia cristata (Hiern) Bremek.
- Chassalia cupularis Hutch. & Dalziel
- Chassalia curviflora (Wall.) Thwaites
- Chassalia densiflora Bremek.
- Chassalia densifolia Bremek.
- Chassalia discolor K.Schum.
- Chassalia doniana (Benth.) G.Taylor
- Chassalia elliptica (Ridl.) A.P.Davis
- Chassalia elongata Hutch. & Dalziel
- Chassalia euchlora (K.Schum.) Figueiredo
- Chassalia eurybotrya Bremek.
- Chassalia gaertneroides (Cordem.) Verdc.
- Chassalia gracilis Stapf
- Chassalia grandifolia DC.
- Chassalia grandistipula Bremek.
- Chassalia griffithii (Hook.f.) A.P.Davis
- Chassalia hallii W.D.Hawth. & Jongkind
- Chassalia hasseltiana Miq.
- Chassalia hiernii (Kuntze) G.Taylor
- Chassalia humbertii Bremek.
- Chassalia ischnophylla (K.Schum.) Hepper
- Chassalia javanica (Blume) Piessch.
- Chassalia kenyensis Verdc.
- Chassalia kolly (Schumach.) Hepper
- Chassalia laikomensis Cheek
- Chassalia lanceolata (Poir.) A.Chev.
- Chassalia laxiflora Benth.
- Chassalia leandrii Bremek.
- Chassalia leptothyrsa Bremek.
- Chassalia longiloba Borhidi & Verdc.
- Chassalia lukwangulensis Thulin
- Chassalia lushaiensis (C.E.C.Fisch.) Fisch.
- Chassalia lutescens O.Lachenaud & D.J.Harris
- Chassalia macrodiscus K.Schum.
- Chassalia magnificens O.Lachenaud
- Chassalia magnifolia Bremek.
- Chassalia melanocarpa (Ridl.) A.P.Davis
- Chassalia membranacea Craib
- Chassalia microphylla Craib
- Chassalia minor Ridl.
- Chassalia moramangensis Bremek.
- Chassalia nannochlamys (Bakh.f.) A.P.Davis
- Chassalia obscurinervia Elmer
- Chassalia oxylepis Miq.
- Chassalia parva Bremek.
- Chassalia parvifolia K.Schum.
- Chassalia pedicellata Valeton
- Chassalia pentachotoma Bremek.
- Chassalia perrieri Bremek.
- Chassalia petitiana Piesschaert
- Chassalia petrinensis Verdc.
- Chassalia pleuroneura (K.Schum.) O.Lachenaud
- Chassalia porcata (I.M.Turner) A.P.Davis
- Chassalia princei (Dubard & Dop) Bremek.
- Chassalia propinqua Ridl.
- Chassalia pteropetala (K.Schum.) Cheek
- Chassalia pubescens Ridl.
- Chassalia quaternifolia Bremek.
- Chassalia richardii Bremek.
- Chassalia ridleyi (King) A.P.Davis
- Chassalia simplex K.Krause
- Chassalia singapurensis (Ridl.) A.P.Davis
- Chassalia staintonii (H.Hara) Deb & Mondal
- Chassalia stenantha Bremek.
- Chassalia stenothyrsa Bremek.
- Chassalia subcordatifolia (De Wild.) Piesschaert
- Chassalia subcoriacea (Ridl.) A.P.Davis
- Chassalia subherbacea (Hiern) Hepper
- Chassalia subnuda (Hiern) Hepper
- Chassalia subochreata (De Wild.) Robyns
- Chassalia subspicata K.Schum.
- Chassalia tahanica (I.M.Turner) A.P.Davis
- Chassalia tchibangensis Pellegr.
- Chassalia ternifolia (Baker) Bremek.
- Chassalia tricepa (Ridl.) A.P.Davis
- Chassalia tsaratanensis Bremek.
- Chassalia ugandensis Verdc.
- Chassalia umbraticola Vatke
- Chassalia vanderystii (De Wild.) Verdc.
- Chassalia venosa Boivin ex Bremek.
- Chassalia verticillata Bremek.
- Chassalia violacea K.Schum.
- Chassalia virgata Talbot
- Chassalia zenkeri K.Schum. & K.Krause
- Chassalia zimmermannii Verdc.

Selon World Checklist of Selected Plant Families (WCSP) (24 juillet 2017) :
- Chassalia acutiflora Bremek. (1962)
- Chassalia afzelii (Hiern) K.Schum. (1897)
- Chassalia albiflora K.Krause (1907)
- Chassalia ambodirianensis Bremek. (1962)
- Chassalia androrangensis Bremek. (1962)
- Chassalia angustifolia (Ridl.) A.P.Davis (2008)
- Chassalia assimilis Bremek. (1962)
  - variété Chassalia assimilis var. angustifolia Bremek. (1962)
  - variété Chassalia assimilis var. assimilis
- Chassalia betamponensis Bremek. (1962)
- Chassalia betsilensis Bremek. (1962)
- Chassalia bicostata O.Lachenaud & Jongkind (2010)
- Chassalia bipindensis Sonké, Nguembou & A.P.Davis (2007)
- Chassalia blumeana Govaerts (2008)
- Chassalia bojeri Bremek. (1962)
  - variété Chassalia bojeri var. bojeri
  - variété Chassalia bojeri var. longifolia Bremek. (1962)
- Chassalia bonifacei Thulin & S.Mankt. (2004)
- Chassalia boryana DC. (1830)
- Chassalia bosseri Verdc. (1983)
- Chassalia bracteata Ridl. (1912)
- Chassalia buchwaldii K.Schum. (1904)
- Chassalia capitata DC. (1830)
- Chassalia catatii Drake ex Bremek. (1962)
- Chassalia caudifolia Bremek. (1962)
- Chassalia chartacea Craib (1931)
- Chassalia christineae Thulin & S.Mankt. (2004)
- Chassalia chrysoclada (K.Schum.) O.Lachenaud (2012)
- Chassalia comorensis Bremek. (1962)
- Chassalia corallifera (A.Chev. ex De Wild.) Hepper (1962)
- Chassalia corallioides (Cordem.) Verdc. (1983)
- Chassalia coriacea Verdc. (1983)
  - variété Chassalia coriacea var. coriacea
  - variété Chassalia coriacea var. johnstonii Verdc. (1983)
- Chassalia coursii Bremek. (1962)
- Chassalia cristata (Hiern) Bremek. (1952)
- Chassalia cupularis Hutch. & Dalziel (1931)
- Chassalia curviflora (Wall.) Thwaites (1859)
  - variété Chassalia curviflora var. curviflora
  - variété Chassalia curviflora var. ellipsoides Hook.f. (1880)
  - variété Chassalia curviflora var. longifolia Hook.f. (1880)
  - variété Chassalia curviflora var. ophioxyloides (Wall.) Deb & B.Krishna (1982 publ. 1983)
- Chassalia densiflora Bremek. (1962)
- Chassalia densifolia Bremek. (1962)
- Chassalia discolor K.Schum. (1904)
  - sous-espèce Chassalia discolor subsp. discolor
  - sous-espèce Chassalia discolor subsp. grandifolia Verdc. (1975)
  - sous-espèce Chassalia discolor subsp. taitensis Verdc. (1975)
- Chassalia doniana (Benth.) G.Taylor (1944)
- Chassalia elliptica (Ridl.) A.P.Davis (2008)
- Chassalia elongata Hutch. & Dalziel (1931)
- Chassalia euchlora (K.Schum.) Figueiredo (2005)
- Chassalia eurybotrya Bremek. (1962)
- Chassalia gaertneroides (Cordem.) Verdc. (1983)
- Chassalia gracilis Stapf, Trans. Linn. Soc. London (1894)
- Chassalia grandifolia DC. (1830)
- Chassalia grandistipula Bremek. (1962)
- Chassalia griffithii (Hook.f.) A.P.Davis (2008)
- Chassalia hallii W.D.Hawth. & Jongkind (2006)
- Chassalia hasseltiana Miq. (1869)
- Chassalia hiernii (Kuntze) G.Taylor (1944)
  - variété Chassalia hiernii var. glandulosa G.Taylor (1944)
  - variété Chassalia hiernii var. hiernii
- Chassalia humbertii Bremek. (1962)
- Chassalia ischnophylla (K.Schum.) Hepper (1962)
- Chassalia javanica (Blume) Piessch. (2001)
- Chassalia kenyensis Verdc. (1975)
- Chassalia kolly (Schumach.) Hepper (1962)
- Chassalia laikomensis Cheek (2000)
- Chassalia lanceolata (Poir.) A.Chev. (1943)
  - sous-espèce Chassalia lanceolata subsp. lanceolata
  - sous-espèce Chassalia lanceolata subsp. latifolia Verdc. (1983)
- Chassalia laxiflora Benth. (1849)
- Chassalia leandrii Bremek. (1962)
- Chassalia leptothyrsa Bremek. (1962)
- Chassalia longiloba Borhidi & Verdc. (1990)
- Chassalia lukwangulensis Thulin (2004)
- Chassalia lushaiensis (C.E.C.Fisch.) Fisch. (1931)
- Chassalia lutescens O.Lachenaud & D.J.Harris (2010)
- Chassalia macrodiscus K.Schum. (1897)
- Chassalia magnificens O.Lachenaud (2012)
- Chassalia magnifolia Bremek. (1962)
- Chassalia melanocarpa (Ridl.) A.P.Davis (2008)
- Chassalia membranacea Craib (1931)
- Chassalia microphylla Craib (1931)
- Chassalia minor Ridl. (1909)
- Chassalia moramangensis Bremek. (1962)
- Chassalia nannochlamys (Bakh.f.) A.P.Davis (2008)
- Chassalia obscurinervia Elmer (1911)
- Chassalia oxylepis Miq. (1857)
- Chassalia parva Bremek. (1962)
- Chassalia parvifolia K.Schum. (1899)
- Chassalia pedicellata Valeton (1907)
- Chassalia pentachotoma Bremek. (1962)
- Chassalia perrieri Bremek. (1962)
- Chassalia petitiana Piesschaert (1999)
- Chassalia petrinensis Verdc. (1983)
- Chassalia pleuroneura (K.Schum.) O.Lachenaud (2010)
- Chassalia porcata (I.M.Turner) A.P.Davis (2008)
- Chassalia princei (Dubard & Dop) Bremek. (1962)
  - variété Chassalia princei var. brachysepala Bremek. (1962)
  - variété Chassalia princei var. princei
  - variété Chassalia princei var. puberula Bremek. (1962)
- Chassalia propinqua Ridl. (1923)
- Chassalia pteropetala (K.Schum.) Cheek (2000)
- Chassalia pubescens Ridl. (1910)
- Chassalia quaternifolia Bremek. (1962)
- Chassalia richardii Bremek. (1962)
- Chassalia ridleyi (King) A.P.Davis (2008)
- Chassalia simplex K.Krause (1920)
- Chassalia singapurensis (Ridl.) A.P.Davis (2008)
- Chassalia staintonii (H.Hara) Deb & Mondal (1982)
- Chassalia stenantha Bremek. (1962)
- Chassalia stenothyrsa Bremek. (1962)
- Chassalia subcordatifolia (De Wild.) Piesschaert (1999)
- Chassalia subcoriacea (Ridl.) A.P.Davis (2008)
- Chassalia subherbacea (Hiern) Hepper (1962)
- Chassalia subnuda (Hiern) Hepper (1962)
- Chassalia subochreata (De Wild.) Robyns (1947)
- Chassalia subspicata K.Schum. (1903)
- Chassalia tahanica (I.M.Turner) A.P.Davis (2008)
- Chassalia tchibangensis Pellegr. (1936)
- Chassalia ternifolia (Baker) Bremek. (1962)
- Chassalia tricepa (Ridl.) A.P.Davis (2008 )
- Chassalia tsaratanensis Bremek. (1962)
  - variété Chassalia tsaratanensis var. angustifolia Bremek. (1962)
  - variété Chassalia tsaratanensis var. tsaratanensis
- Chassalia ugandensis Verdc. (1975)
- Chassalia umbraticola Vatke (1875)
  - sous-espèce Chassalia umbraticola subsp. geophila Verdc. (1975)
  - sous-espèce Chassalia umbraticola subsp. umbraticola
- Chassalia vanderystii (De Wild.) Verdc. (1975)
- Chassalia venosa Boivin ex Bremek. (1962)
- Chassalia verticillata Bremek. (1962)
- Chassalia violacea K.Schum. (1900)
  - variété Chassalia violacea var. parviflora Verdc. (1975)
  - variété Chassalia violacea var. violacea
- Chassalia virgata Talbot (1894)
- Chassalia zenkeri K.Schum. & K.Krause (1907)
- Chassalia zimmermannii Verdc. (1975)

Selon NCBI (24 juillet 2017) :
- Chassalia albiflora
- Chassalia betsilensis
- Chassalia bojeri
- Chassalia boryana
- Chassalia bosseri
- Chassalia capitata
- Chassalia catati
- Chassalia chartacea
- Chassalia comorensis
- Chassalia corallioides
- Chassalia coriacea
  - variété Chassalia coriacea var. coriacea
  - variété Chassalia coriacea var. johnstonii
- Chassalia cristata
- Chassalia curviflora
- Chassalia discolor
- Chassalia eurybotrya
- Chassalia gaertneroides
- Chassalia grandifolia
- Chassalia kenyensis
- Chassalia kolly
- Chassalia lanceolata
- Chassalia macrodiscus
- Chassalia magnifolia
- Chassalia parviflora
- Chassalia parvifolia
- Chassalia petrinensis
- Chassalia subcordatifolia
- Chassalia subochreata
- Chassalia ternifolia
- Chassalia umbraticola
- Chassalia vanderystii
- Chassalia violacea
  - variété Chassalia violacea var. violacea
- Chassalia zimmermannii

Selon The Plant List (24 juillet 2017) :
- Chassalia acutiflora Bremek.
- Chassalia afzelii (Hiern) K.Schum.
- Chassalia albiflora K.Krause
- Chassalia ambodirianensis Bremek.
- Chassalia androrangensis Bremek.
- Chassalia angustifolia (Ridl.) A.P.Davis
- Chassalia assimilis Bremek.
- Chassalia betamponensis Bremek.
- Chassalia betsilensis Bremek.
- Chassalia bicostata O.Lachenaud & Jongkind
- Chassalia bipindensis Sonké, Nguembou & A.P.Davis
- Chassalia blumeana Govaerts
- Chassalia bojeri Bremek.
- Chassalia bonifacei Thulin & S.Mankt.
- Chassalia boryana DC.
- Chassalia bosseri Verdc.
- Chassalia bracteata Ridl.
- Chassalia buchwaldii K.Schum.
- Chassalia capitata DC.
- Chassalia catatii Drake ex Bremek.
- Chassalia caudifolia Bremek.
- Chassalia chartacea Craib
- Chassalia christineae Thulin & S.Mankt.
- Chassalia comorensis Bremek.
- Chassalia corallifera (A.Chev. ex De Wild.) Hepper
- Chassalia corallioides (Cordem.) Verdc.
- Chassalia coriacea Verdc.
- Chassalia coursii Bremek.
- Chassalia cristata (Hiern) Bremek.
- Chassalia cupularis Hutch. & Dalziel
- Chassalia curviflora (Wall.) Thwaites
- Chassalia densiflora Bremek.
- Chassalia densifolia Bremek.
- Chassalia discolor K.Schum.
- Chassalia doniana (Benth.) G.Taylor
- Chassalia elliptica (Ridl.) A.P.Davis
- Chassalia elongata Hutch. & Dalziel
- Chassalia euchlora (K.Schum.) Figueiredo
- Chassalia eurybotrya Bremek.
- Chassalia gaertneroides (Cordem.) Verdc.
- Chassalia gracilis Stapf
- Chassalia grandifolia DC.
- Chassalia grandistipula Bremek.
- Chassalia griffithii (Hook.f.) A.P.Davis
- Chassalia hallii W.D.Hawth. & Jongkind
- Chassalia hasseltiana Miq.
- Chassalia hiernii (Kuntze) G.Taylor
- Chassalia humbertii Bremek.
- Chassalia ischnophylla (K.Schum.) Hepper
- Chassalia javanica (Blume) Piessch.
- Chassalia kenyensis Verdc.
- Chassalia kolly (Schumach.) Hepper
- Chassalia laikomensis Cheek
- Chassalia lanceolata (Poir.) A.Chev.
- Chassalia laxiflora Benth.
- Chassalia leandrii Bremek.
- Chassalia leptothyrsa Bremek.
- Chassalia longiloba Borhidi & Verdc.
- Chassalia lukwangulensis Thulin
- Chassalia lushaiensis (C.E.C.Fisch.) Fisch.
- Chassalia lutescens O.Lachenaud & D.J.Harris
- Chassalia macrodiscus K.Schum.
- Chassalia magnifolia Bremek.
- Chassalia melanocarpa (Ridl.) A.P.Davis
- Chassalia membranacea Craib
- Chassalia microphylla Craib
- Chassalia minor Ridl.
- Chassalia moramangensis Bremek.
- Chassalia nannochlamys (Bakh.f.) A.P.Davis
- Chassalia obscurinervia Elmer
- Chassalia oxylepis Miq.
- Chassalia parva Bremek.
- Chassalia parvifolia K.Schum.
- Chassalia pedicellata Valeton
- Chassalia pentachotoma Bremek.
- Chassalia perrieri Bremek.
- Chassalia petitiana Piesschaert
- Chassalia petrinensis Verdc.
- Chassalia pleuroneura (K.Schum.) O.Lachenaud
- Chassalia porcata (I.M.Turner) A.P.Davis
- Chassalia princei (Dubard & Dop) Bremek.
- Chassalia propinqua Ridl.
- Chassalia pteropetala (K.Schum.) Cheek
- Chassalia pubescens Ridl.
- Chassalia quaternifolia Bremek.
- Chassalia richardii Bremek.
- Chassalia ridleyi (King) A.P.Davis
- Chassalia simplex K.Krause
- Chassalia singapurensis (Ridl.) A.P.Davis
- Chassalia staintonii (H.Hara) Deb & Mondal
- Chassalia stenantha Bremek.
- Chassalia stenothyrsa Bremek.
- Chassalia subcordatifolia (De Wild.) Piesschaert
- Chassalia subcoriacea (Ridl.) A.P.Davis
- Chassalia subherbacea (Hiern) Hepper
- Chassalia subnuda (Hiern) Hepper
- Chassalia subochreata (De Wild.) Robyns
- Chassalia subspicata K.Schum.
- Chassalia tahanica (I.M.Turner) A.P.Davis
- Chassalia tchibangensis Pellegr.
- Chassalia ternifolia (Baker) Bremek.
- Chassalia tricepa (Ridl.) A.P.Davis
- Chassalia tsaratanensis Bremek.
- Chassalia ugandensis Verdc.
- Chassalia umbraticola Vatke
- Chassalia vanderystii (De Wild.) Verdc.
- Chassalia venosa Boivin ex Bremek.
- Chassalia verticillata Bremek.
- Chassalia violacea K.Schum.
- Chassalia virgata Talbot
- Chassalia zenkeri K.Schum. & K.Krause
- Chassalia zimmermannii Verdc.

Selon Tropicos (24 juillet 2017) (Attention liste brute contenant possiblement des synonymes) :
- Chassalia acutiflora Bremek.
- Chassalia afzelii (Hiern) K. Schum.
- Chassalia albiflora K. Krause
- Chassalia ambigua (Wight & Arn.) Alston
- Chassalia ambodirianensis Bremek.
- Chassalia amicorum A. Gray
- Chassalia androrangensis Bremek.
- Chassalia angustifolia (Ridl.) A.P. Davis
- Chassalia ansellii (Hiern) K. Schum.
- Chassalia assimilis Bremek.
- Chassalia betamponensis Bremek.
- Chassalia betsilensis Bremek.
- Chassalia bipindensis Sonké, Nguembou & A.P. Davis
- Chassalia blumeana Govaerts
- Chassalia bojeri Bremek.
- Chassalia bonifacei Thulin & S. Mankt.
- Chassalia borboniae Comm. ex DC.
- Chassalia borbonica A. Rich.
- Chassalia boryana DC.
- Chassalia bosseri Verdc.
- Chassalia bracteata Ridl.
- Chassalia buchwaldii K. Schum.
- Chassalia capitata DC.
- Chassalia catatii Bremek.
- Chassalia caudifolia Bremek.
- Chassalia chartacea Craib
- Chassalia chondrophylla Miq.
- Chassalia christineae Thulin & S. Mankt.
- Chassalia chrysoclada (K. Schum.) O. Lachenaud
- Chassalia clusiifolia DC.
- Chassalia coffeoides DC.
- Chassalia commersonii Juss. ex Steud.
- Chassalia comorensis Bremek.
- Chassalia conocarpa B. Boivin
- Chassalia corallifera (A. Chev. ex De Wild.) Hepper
- Chassalia corallioides (Cordem.) Verdc.
- Chassalia coriacea Verdc.
- Chassalia coursii Bremek.
- Chassalia cristata (Hiern) Bremek.
- Chassalia cupularis Hutch. & Dalziel
- Chassalia curviflora (Wall.) Thwaites
- Chassalia densiflora Bremek.
- Chassalia densifolia Bremek.
- Chassalia discolor K. Schum.
- Chassalia divaricata DC.
- Chassalia doniana (Benth.) G. Taylor
- Chassalia elliptica (Ridl.) A.P. Davis
- Chassalia elongata Hutch. & Dalziel
- Chassalia euchlora (K. Schum.) Figueiredo
- Chassalia eurybotrya Bremek.
- Chassalia expansa (Blume) Miq.
- Chassalia fontanesii DC.
- Chassalia gaertneroides (Cordem.) Verdc.
- Chassalia garretii K. Schum. & K. Krause
- Chassalia gracilis Stapf
- Chassalia grandifolia DC.
- Chassalia grandistipula Bremek.
- Chassalia griffithii (Hook. f.) A.P. Davis
- Chassalia hallii W. D. Hawth. & Jongkind
- Chassalia hasseltiana Miq.
- Chassalia hiernii (Kuntze) G. Taylor
- Chassalia humbertii Bremek.
- Chassalia hypochlora K. Schum. ex K. Krause
- Chassalia ischnophylla (K. Schum.) Hepper
- Chassalia javanica (Blume) Piessch.
- Chassalia kenyensis Verdc.
- Chassalia kolly (Schum. & Thonn.) Hepper
- Chassalia lacuum K. Krause
- Chassalia laikomensis Cheek
- Chassalia lanceolata (Poir.) A. Chev.
- Chassalia laxiflora Benth.
- Chassalia leandrii Bremek.
- Chassalia leptothyrsa Bremek.
- Chassalia leucocarpa (Blume) Miq.
- Chassalia longifolia K.M. Wong
- Chassalia longiloba Borhidi & Verdc.
- Chassalia lukwangulensis Thulin
- Chassalia lurida (Blume) Miq.
- Chassalia lushaiensis (C.E.C. Fisch.) Fisch.
- Chassalia lutescens O. Lachenaud & D.J. Harris
- Chassalia macrodiscus K. Schum.
- Chassalia magnificens O. Lachenaud
- Chassalia magnifolia Bremek.
- Chassalia melanocarpa (Ridl.) A.P. Davis
- Chassalia membranacea Craib
- Chassalia membranifolia (Bartl. ex DC.) Elmer
- Chassalia microphylla Craib
- Chassalia minor Ridl.
- Chassalia montana (Blume) Miq.
- Chassalia mooniae Baker
- Chassalia moramangensis Bremek.
- Chassalia nannochlamys (Bakh. f.) A.P. Davis
- Chassalia obscurinervia Elmer
- Chassalia ophioxyloides (Wall.) Craib
- Chassalia ovoidea Pierre ex Pit.
- Chassalia oxylepis Miq.
- Chassalia parva Bremek.
- Chassalia parviflora Benth.
- Chassalia parvifolia K. Schum.
- Chassalia pedicellata Valeton
- Chassalia pentachotoma Bremek.
- Chassalia perforata Miq.
- Chassalia perrieri Bremek.
- Chassalia petitiana (Mildbr.) Piesschaert
- Chassalia petrinensis Verdc.
- Chassalia pleuroneura (K. Schum.) O. Lachenaud
- Chassalia porcata (I.M.Turner) A.P. Davis
- Chassalia princei (Dubard & Dop) Bremek.
- Chassalia propinqua Ridl.
- Chassalia psychotrioides DC.
- Chassalia pteropetala (K. Schum.) Cheek
- Chassalia pubescens Ridl.
- Chassalia pyriformis A. Gray
- Chassalia quaternifolia Bremek.
- Chassalia richardii Bremek.
- Chassalia ridleyi (King) A.P. Davis
- Chassalia robusta (Blume) Miq.
- Chassalia rostrata (Blume) Miq.
- Chassalia sangeana Miq.
- Chassalia sanguiana Miq.
- Chassalia simplex K. Krause
- Chassalia singapurensis (Ridl.) A.P. Davis
- Chassalia staintonii (H. Hara) Deb & Mondal
- Chassalia stenantha Bremek.
- Chassalia stenothyrsa Bremek.
- Chassalia stipulacea DC.
- Chassalia subcordatifolia (De Wild.) Piesschaert
- Chassalia subcoriacea (Ridl.) A.P. Davis
- Chassalia subherbacea (Hiern) Hepper
- Chassalia subnuda (Hiern) Hepper
- Chassalia subochreata (De Wild.) Robyns
- Chassalia subspicata K. Schum.
- Chassalia tahanica (I.M.Turner) A.P. Davis
- Chassalia tchibangensis Pellegr.
- Chassalia ternifolia (Baker) Bremek.
- Chassalia tetrandra (Blume) Miq.
- Chassalia tricepa (Ridl.) A.P. Davis
- Chassalia tsaratanensis Bremek.
- Chassalia ugandensis Verdc.
- Chassalia umbraticola Vatke
- Chassalia vanderystii (De Wild.) Verdc.
- Chassalia venosa Bremek.
- Chassalia verticillata Bremek.
- Chassalia violacea K. Schum.
- Chassalia virens (Hiern) K. Schum.
- Chassalia virgata Talbot
- Chassalia yorubensis K. Schum.
- Chassalia zenkeri K. Schum. & K. Krause
- Chassalia zimmermannii Verdc.